# Johannes Francke (Jurist)

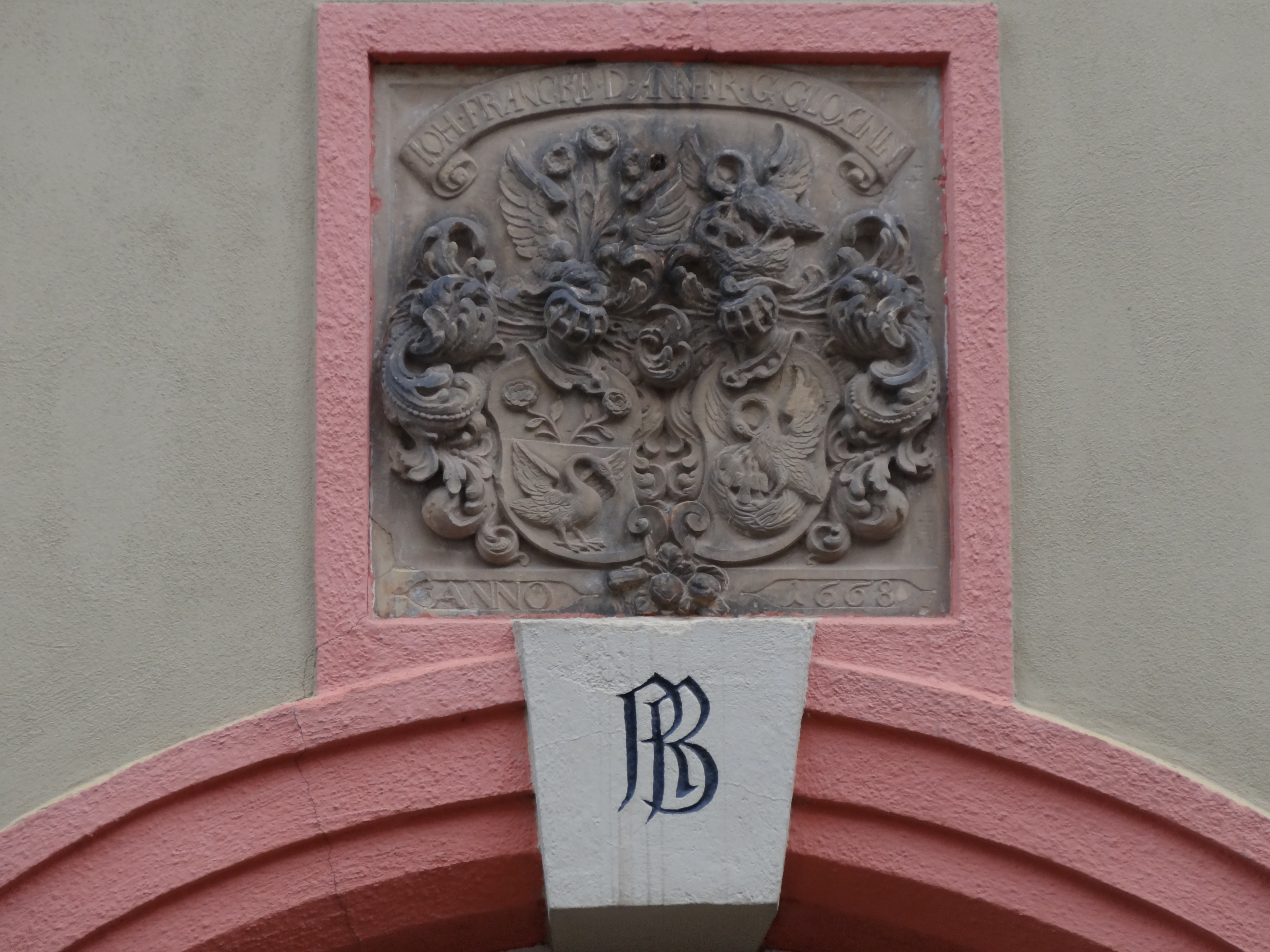
Allianzwappen Francke/Gloxin über dem Eingang zum Francke-Haus, Querstraße 21 in Gotha

Johannes Francke (* 27. Februar 1625 in Lübeck; † 30. April 1670 in Gotha) war ein deutscher Jurist. Er wirkte als Syndicus in Lübeck sowie als Hofrat in Gotha und war der Vater von August Hermann Francke.

## Leben
Johannes Francke war der Sohn des aus Heldra stammenden Bäckers Hans Francke († 1650) und dessen Frau Elsabe († 1665), geb. Wessel, Witwe des Lübecker Bäckers Steffen Döring. Sein Vater übernahm Dörings Bäckerei, die sich im ehemaligen Brauhaus des Katharinenklosters befand.
Johannes Francke besuchte das Katharineum zu Lübeck und das Akademische Gymnasium Danzig. Er studierte Rechtswissenschaften an der Universität Königsberg sowie an der Universität Rostock, wo er am 28. Februar 1644 Respondent einer Disputation unter dem Vorsitz von Heinrich Rahne war. Eine Studienreise führte ihn an die Universität Leiden, nach Frankreich und an die Universität Basel. In Basel wurde er am 7. November 1648 zum Dr. jur. promoviert.
Ende 1648 kehrte er nach Lübeck zurück und begann seine juristische Praxis. Seine ersten Klienten fand er unter anderem auf dem Kieler Umschlag. Er wurde letzter Syndikus des Ratzeburger Domkapitels und vertrat dessen Interessen beim Nürnberger Exekutionstag und in den schwierigen Übergangsverhandlungen mit Herzog Adolf Friedrich I. von Mecklenburg-Schwerin, dem das Hochstift Ratzeburg 1648 im Westfälischen Frieden als säkularisiertes Fürstentum Ratzeburg zugesprochen worden war, jedoch unter Sicherstellung der Rechte auf Lebenszeit des derzeitigen Domkapitels. Das Kapitel rief gegen die aggressive Inbesitznahme des Herzogs zur Wahrung seiner Rechte den Reichshofrat in Wien an und sandte Francke 1651 dorthin, wo dieser jedoch nicht viel erreichen konnte. Francke war auch Syndikus der Kreisstände des Niedersächsischen Reichskreises, vertrat sie auf dem Reichstag zu Regensburg (1653) und beriet verschiedene fürstliche Persönlichkeiten, so Anfang der 1660er Jahre Sibylle Hedwig von Sachsen-Lauenburg, die die Patentante seines Sohnes August Hermann Francke wurde.
Seit 1651 war er verheiratet mit Anna (1634–1709), geb. Gloxin, der jüngeren Tochter des Lübecker Ratssyndicus und späteren Bürgermeisters David Gloxin. Das Paar hatte neun Kinder. Die Familie bewohnte ab 1658 einen Teil des ausgedehnten Besitzes von David Gloxin um dessen Palais Brömserhof.
1665 beriet er Landgraf Wilhelm Christoph von Hessen-Homburg im Vorfeld von dessen Eheschließung mit Anna Elisabeth von Sachsen-Lauenburg. Der Landgraf ernannte Francke zu seinem Rat; er zog aber wohl nicht in dessen Residenz nach Bingenheim.

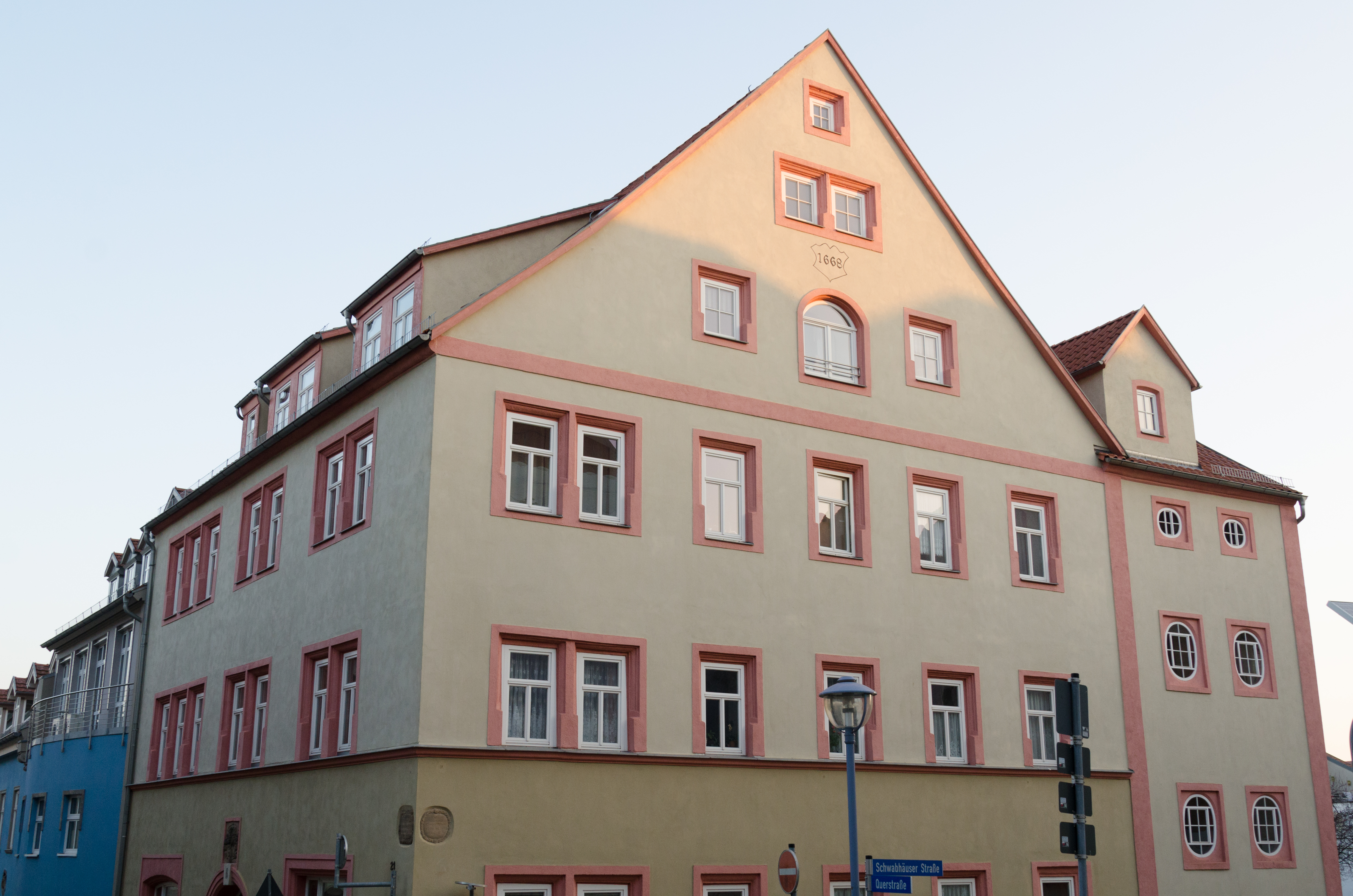
Francke-Haus Querstraße 21 in Gotha

Bei den Verhandlungen für den Landgraf Wilhelm Christoph hatte ihn Herzog Ernst der Fromme von Sachsen-Gotha-Altenburg kennengelernt. Dieser berief Johannes Francke 1666 zu seinem Justiz- und Hofrat. Francke siedelte mit seiner Familie nach Gotha über und ließ das Haus Querstraße 21 errichten, starb aber bereits 1670 im Alter von nur 45 Jahren.

## Schriften
- Discursus Iuridico-Politicus, De Legatis. Rostock: Kilius 1644 (Digitalisat, Universitätsbibliothek Rostock)
- Disputatio Juridica Inauguralis De Stipulationibus. Basel: Decker 1648
- Lessus In funere Viri Incomparabilis Henrici Rahnii, Icti & Prof. Publ. in Alma Rostochiana celeberrimi, ac facultatis in eadem Iuridicae Senioris, nec non Consistorii Ducalis Adsessoris gravissimi, Adfinis, Fautoris & amici sui desideratissimi, Ad inopinatum nuncium per summum luctum propere in chartam effusus, & Rostochium transmissus. Rostock: Kilius 1662 (Digitalisat, Universitätsbibliothek Rostock)